# Büyükdere, Selim
Büyükdere là một xã thuộc huyện Selim, tỉnh Kars, Thổ Nhĩ Kỳ. Dân số thời điểm năm 2010 là 408 người.